# Fregaty rakietowe typu Talwar
Fregaty typu Talwar (projektu 1135.6) – typ fregat rakietowych Indyjskiej Marynarki Wojennej z początku XXI wieku, zbudowanych w Rosji.
W latach 90 XX wieku Indyjska Marynarka Wojenna odczuła potrzebę budowy nowoczesnych wielozadaniowych fregat, głównie z powodu konieczności wycofania fregat typu Leander (Nilgiri). Zdecydowano się zlecić zaprojektowanie, a także budowę okrętów Rosji z uwagi na mniejsze doświadczenie indyjskiego przemysłu i niewydolność stoczni, powodująca, że budowa okrętów indyjskich projektów trwała długo i skutkowała powstawaniem jednostek mało nowoczesnych. Przy tym, budowane w Indiach okręty i tak posiadały importowane wyposażenie i uzbrojenie. Stocznie rosyjskie wówczas cierpiały na brak zamówień po rozpadzie ZSRR. Kontrakt wart 931 milionów USD (według innych informacji, miliard) na trzy wielozadaniowe okręty podpisano z rosyjską centralą Roswoorużenije 17 listopada 1997 roku. Ich skonstruowanie zlecono Północnemu Biuru Projektowo-Konstrukcyjnemu (SPKB) z Petersburga. Projekt okrętów wywodził się z radzieckich fregat projektu 11351 (w kodzie NATO: Krivak III) z lat 80, dysponujących hangarem i lądowiskiem dla śmigłowca. Otrzymał on rosyjski numer projektu 11356 (zapisywany w literaturze także jako 1135.6). Nowy projekt wprowadził jednak daleko idące zmiany, w tym ukształtowanie kadłuba i nadbudówek zgodnie z wymogami trudnowykrywalności (stealth), powodujące całkowitą zmianę sylwetki okrętów. Były to pierwsze okręty indyjskie, na jakich zastosowano technologię stealth. We wstępnej fazie projektowania brała udział francuska firma konsultingowa DCN International, co pociągnęło podobieństwo wizualne do francuskich okrętów nowej generacji, zapoczątkowanych przez fregaty typu La Fayette. Jednocześnie przemysł indyjski w 1997 roku otrzymał zlecenie na podobne większe fregaty projektu 17, których budowa trwała do 2011.
Stępki pod budowę pierwszej trójki położono w latach 1999–2000, a wodowano w latach 2000–2001. Wybudowano je w stoczni Bałtijskij Zawod (Stoczni Bałtyckiej) w Petersburgu (numery stoczniowe 301–303). Budowa przebiegała sprawnie, lecz na etapie prób morskich, od listopada 2001 roku pojawiły się duże opóźnienia z powodu problemów z działaniem siłowni i integracją uzbrojenia z systemami dowodzenia. Przekazanie okrętów na skutek tego uległo opóźnieniu w stosunku do harmonogramu. W lipcu 2006 podpisano aneks na kolejne trzy okręty o wartości 1,6 mld USD, te zbudowała stocznia Jantar w Królewcu. Okręty drugiej transzy uzbrojono w rodzime pociski BrahMos zamiast Club. Ich przekazanie, planowane na 2011-2012, opóźniło się o średnio rok.
Typ Talwar posłużył jako baza dla serii nowych okrętów projektu 11356M (typu Admirał Grigorowicz) dla rosyjskiej WMF RF ze stoczni Jantar; sześć fregat dla Floty Czarnomorskiej miało powstać w latach 2010–2020, ale do 2017 roku ukończono trzy. W 2015 roku Indie wyraziły zainteresowanie uruchomieniem lokalnej produkcji zmodernizowanego projektu 11356. Od 2016 roku Indie negocjowały odkupienie dwóch powstających od 2013 roku fregat projektu 11356, przy których prace przerwano w 2015 roku z powodu braku ukraińskich turbin gazowych. W planach jest budowa dalszych dwóch okrętów na licencji.

## Okręty
| Nazwa         | Znak | Stocznia         | Port   | Położenie stępki | Wodowanie         | Wejście do służby |
| INS „Talwar”  | F40  | Bałtijskij Zawod | Mumbaj | 10 marca 1999    | 12 maja 2000      | 18 czerwca 2003   |
| INS „Trishul” | F43  | Bałtijskij Zawod | Mumbaj | 24 września 1999 | 24 listopada 2000 | 25 czerwca 2003   |
| INS „Tabar”   | F44  | Bałtijskij Zawod | Mumbaj | 26 maja 2000     | 25 maja 2001      | 19 kwietnia 2004  |
| INS „Teg”     | F45  | Jantar           | Koczin |                  | 27 listopada 2009 | 27 kwietnia 2012  |
| INS „Tarkash” | F50  | Jantar           | Mumbaj |                  | 23 czerwca 2010   | 9 listopada 2012  |
| INS „Trikand” | F51  | Jantar           | Koczin |                  | 25 maja 2011      | 29 czerwca 2013   |

## Opis

### Opis ogólny i konstrukcja

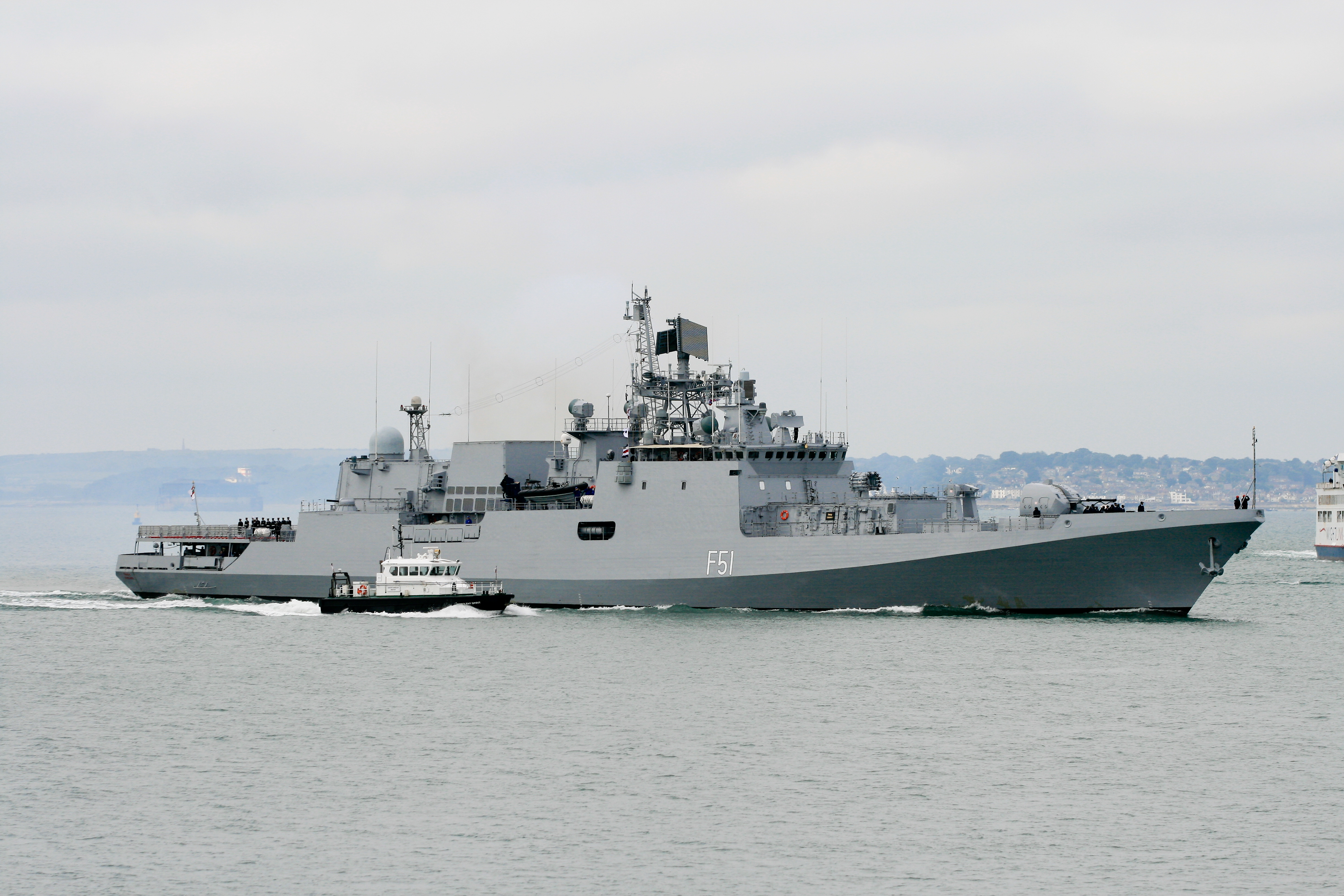
INS „Trikand”

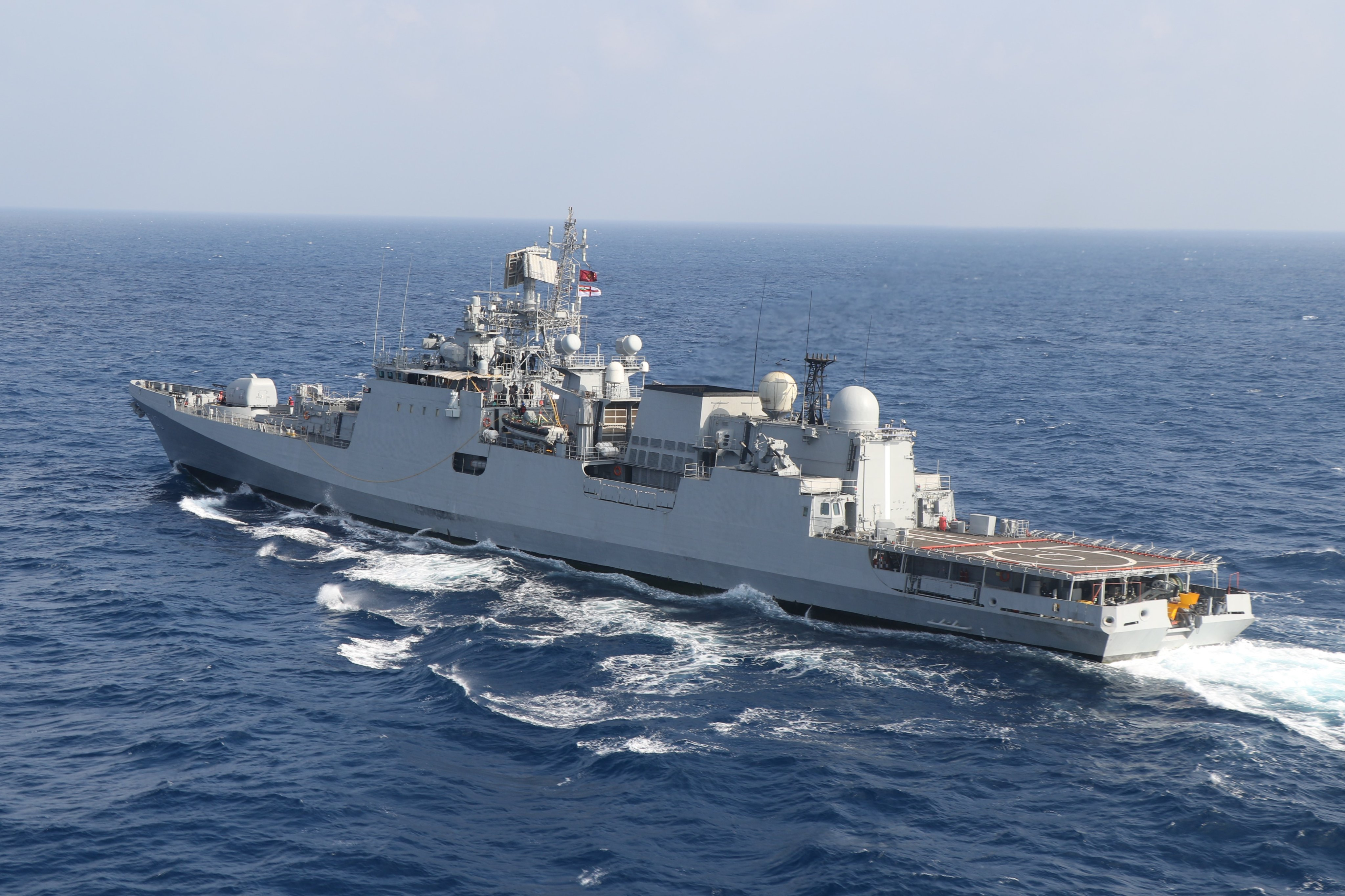
INS „Teg” od rufy

Fregaty mają architekturę klasyczną, podobnie jak fregaty projektu 1135, ale z ukształtowaniem zewnętrznych powierzchni burt i ścian nadbudówek w sposób podporządkowany zmniejszeniu skutecznej powierzchni odbicia (elementy technologii stealth). Pokład dziobowy jest przedłużony aż do hangaru, a na rufie jego przedłużenie stanowi lądowisko śmigłowca. Na dziobie umieszczono działo, a dalej znajduje się wyrzutnia rakiet przeciwlotniczych i niskie dolne piętro nadbudówki z pionową wyrzutnią rakiet. Nadbudówka dziobowa została przesunięta do tyłu i umieszczona na śródokręciu, nieco przed środkiem długości okrętu, a jej płaskie pochylone ściany boczne stanowią przedłużenie górnej części burt (stanowi ona nadbudowę). Na dachu nadbudówki dziobowej umieszczony jest kratownicowy maszt główny z antenami radarów. Na końcu śródokręcia znajduje się kanciasty komin z pochylonymi ścianami, łączący się z bryłą hangaru, a rufę zajmuje lądowisko śmigłowca.
Kadłub jest konstrukcji stalowej, z mieszanym układem wiązań. Kadłub dzieli się grodziami poprzecznymi na 13 głównych przedziałów wodoszczelnych, na 80% długości jest dno podwójne. Linie teoretyczne kadłuba zachowano zasadniczo z okrętów projektu 1135, wywodzących się z lat 60. W stosunku do projektu 1135 zmieniono podwodzie, stosując stępkę równoległą do linii wodnej zamiast opadającej w kierunku dziobu, przy tym nadal w wystającym w dół zgrubieniu dziobowym mieści się sonar. Na śródokręciu zamontowano nieskładane stabilizatory płetwowe, ponadto okręty posiadają klasyczne stępki przechyłowe Dzielność morska pochodnych rosyjskich okrętów proj. 11356M uważana jest za bardzo dobrą.
W stosunku do projektu 1135 wymiary powiększono nieznacznie (długość o ponad metr), ale w większym stopniu wzrosła wyporność. Długość całkowita wynosi 124,8 m, na linii wodnej 115 m; szerokość maksymalna wynosi 15,2 m, a na linii wodnej 14,2 m. Zanurzenie wynosi 4,2 m, a razem ze zgrubieniem dziobowym 5,8 m (wartość dla rosyjskich okrętów). Wyporność standardowa wynosi 3620ts, a pełna 4035 ton.

### Uzbrojenie

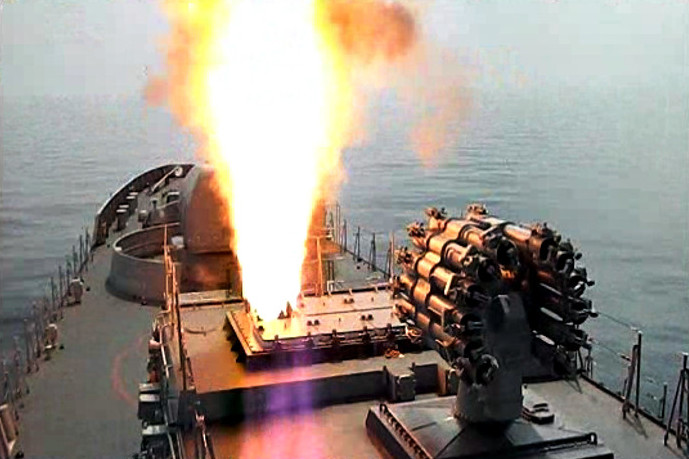
Wystrzelenie pocisku Club-N z fregaty „Tabar”. Widoczna wyrzutnia RBU-6000

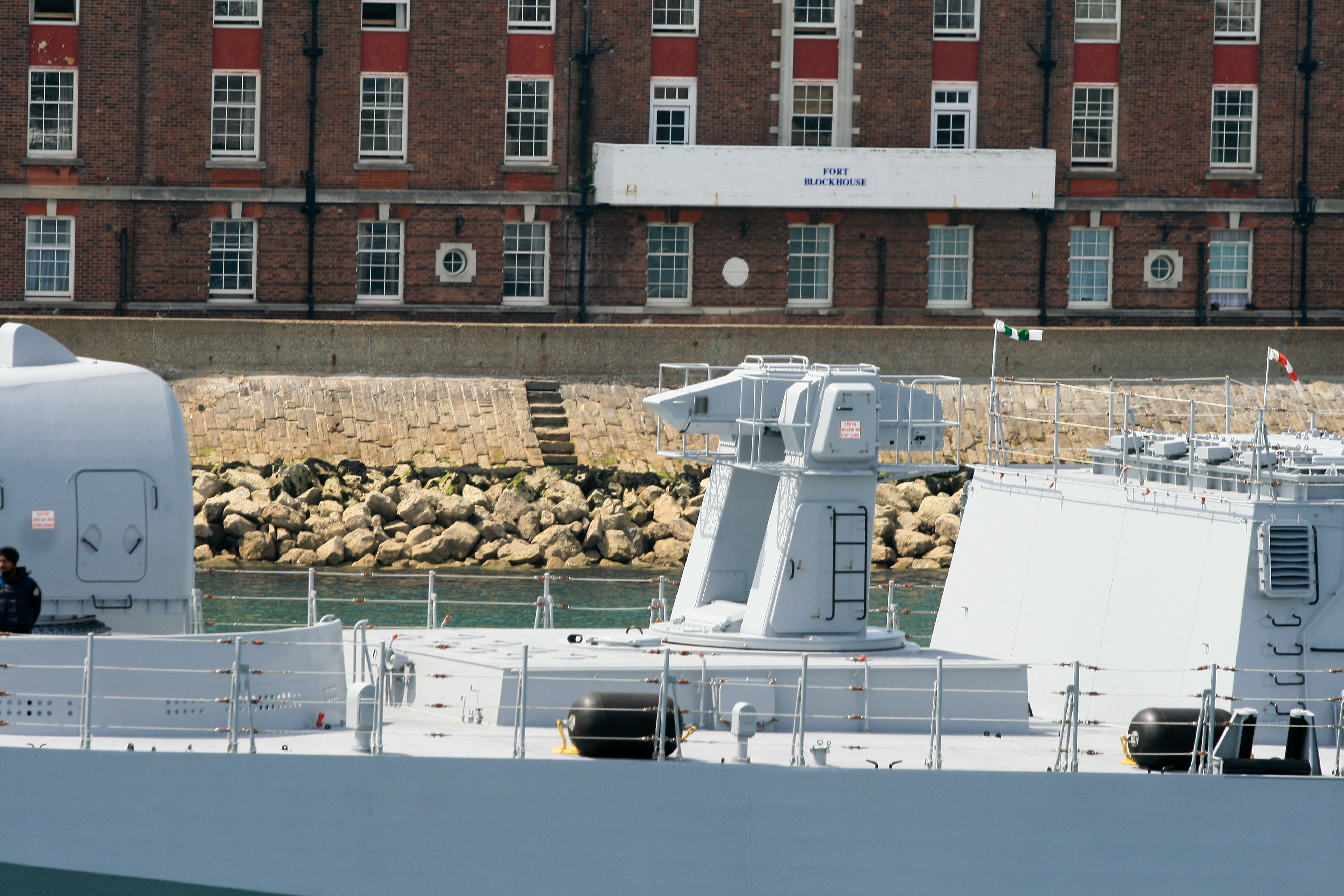
Pokład dziobowy INS „Trikand” – widoczna wyrzutnia pocisków plot. Sztil-1 i pokładówka z wyrzutnią pionową pocisków Club-N

Główny system uzbrojenia ofensywnego stanowi ośmiokomorowa wyrzutnia pionowa umieszczona w części dziobowej na podwyższonej pokładówce, dla ośmiu pocisków manewrujących rodziny Club-N. Stosowane są pociski przeciwokrętowe 3M54E1 o zasięgu 300 km, masie głowicy bojowej 400 kg i prędkości lotu do 240 m/s.
Drugim systemem uzbrojenia rakietowego jest pojedyncza jednoprowadnicowa wyrzutnia 3S90 dla pocisków przeciwlotniczych średniego zasięgu 9M38M1 systemu Sztil-1. Zapas pocisków wynosi 24 sztuki. Pociski te mogą zwalczać cele powietrzne, w tym rakiety, w odległości od 3,5 do 25 km (w przypadku zwalczania rakiet zasięg spada do 12 km). Pociski są naprowadzane półaktywnie radarowo.  Pociski kierowane są czterema radarami MR-90 Oriech umieszczonymi parami na dachu nadbudówki dziobowej i platformie między nadbudówką a kominem.
Uzbrojenie przeciwlotnicze uzupełniają dwa zestawy obrony bezpośredniej Kasztan (Kortik), ustawione po bokach na dachu hangaru na rufie, z których każdy obejmuje moduł 3M87E z dwoma armatami rotacyjnymi kalibru 30 mm i osiem wyrzutni pocisków przeciwlotniczych bliskiego zasięgu 9M311-1E. Pociski mają zasięg do 8 km przeciw samolotom lub śmigłowcom i 1,5 km przeciw rakietom, a działka odpowiednio 1,5 km i 0,5 km. Pułap pocisków wynosi od 5 do 4000 m. Zapas pocisków wynosi 64 sztuki. Uzbrojenie rakietowe uzupełnia osiem wyrzutni przenośnych pocisków krótkiego zasięgu 9K38 Igła-1E, o zasięgu do 5000 m i pułapie do 3500 m.
Uzbrojenie artyleryjskie składa się z armaty uniwersalnej kalibru 100 mm A-190, umieszczonej na dziobie, w wieży o zmniejszonej skutecznej powierzchni odbicia. Długość lufy wynosi L/59 (59 kalibrów), maksymalna donośność 22 km do celów nawodnych i 12 km do celów powietrznych. Praktyczna szybkostrzelność wynosi do ok. 80 strz./min. Całkowity zapas amunicji wynosi 480 pocisków, w tym 180 w barbecie wieży do natychmiastowego użycia. Działo strzela pociskami o masie 16 kg.
Broń podwodną stanowią przede wszystkim dwie dwururowe obrotowe wyrzutnie torpedowe DTA 53-11356 kalibru 533 mm. Służą one przede wszystkim do odpalania ciężkich kierowanych torped przeciwpodwodnych SET-65E, o zasięgu do 15 km. Wyrzutnie umieszczone są na pokładzie na obu burtach i strzelają przez wycięcia w ścianach nadbudowy. Ich uzupełnienie stanowi pojedyncza dwunastoprowadnicowa wyrzutnia rakietowych bomb głębinowych RBU-6000 kalibru 213 mm, umieszczona na pokładówce dziobowej. Fregaty posiadają zapas 48 bomb RGB-60 o zasięgu 5700 m i masie głowicy 23,5 kg oraz 48 samonaprowadzających się akustycznie bomb 90R. Okręty są wyposażone w system kierowania bronią podwodną Purga-11356.
Możliwości zwalczania okrętów podwodnych zwiększa śmigłowiec pokładowy Ka-28, ze stałym hangarem i lądowiskiem na rufie. Może na nich bazować także śmigłowiec wczesnego ostrzegania Ka-31 lub lekki śmigłowiec HAL Dhruv. Na lądowisku zastosowano kanadyjski system kotwiczenia śmigłowca Beartrap.

### Napęd
Okręty mają siłownię kombinowaną z turbin gazowych marszowych i mocy szczytowej pracujących w układzie COGAG. Zespół napędowy nosi oznaczenie M.7N 1E i jest produkcji ukraińskiej firmy Zoria/Maszprojekt. Dwie turbiny marszowe DS71 mają moc nominalną 9000 KM (6620 kW). Dwie turbiny mocy szczytowej DT59 mają moc nominalną po 19 500 KM (14 342 kW). Turbiny są nawrotne, typowo dla rozwiązań rosyjskich. Ze stanu zimnego napęd może być uruchomiony w 120-180 s, a do mocy maksymalnej rozpędza się z biegu jałowego w 300 s. Turbiny wyposażone są w przekładnie redukcyjne, a każda z turbin marszowych za pomocą przekładni łączącej R1063 może napędzać obie śruby. Ujemną cechą takiego rozwiązania jest skomplikowana konstrukcja przekładni, wywołującej wibracje. Dwie śruby są pięciołopatowe, małoszumne, o stałym skoku, produkcji własnej Bałtijskiego Zawodu. Okręty mają jeden podwieszany ster płytowy.
Napęd zapewnia osiąganie prędkości maksymalnej 30 węzłów. Zasięg pływania z prędkością ekonomiczną 14 węzłów wynosi 4850 mil morskich, a przy prędkości 30 węzłów wynosi 1600 mil morskich.